# Polycelis eudendrocoeloides
Polycelis eudendrocoeloides is een platworm (Platyhelminthes). De worm is tweeslachtig. De soort leeft in of nabij zoet water.
De platworm behoort tot de familie Planariidae. De wetenschappelijke naam van de soort werd, als Sorocelis eudendrocoeloides voor het eerst geldig gepubliceerd in 1929 door Zabusova. Zabusova plaatste de soort in 1936 in het geslacht Sorocelides geplaatst. Roman Kenk plaatste de soort in 1953 in het geslacht Polycelis.
De soort is gemeld uit het oosten van Siberië